# Maiden Voyage (Motorpsycho)
Maiden Voyage è il primo demo Ep della band norvegese Motorpsycho pubblicato nel 1990.

## Tracce
1. Politician – 3:13
2. Queen Chinee – 3:32
3. How Was I to Know – 2:25
4. Blueberry Daydream – 4:53

## Formazione
- Bent Saether / voce, basso
- Hans Magnus Ryan / chitarra
- Kjell Runar "Killer" Jenssen / batteria